# Perttu Hyvärinen
Perttu Hyvärinen (Kuopio, 5 de junio de 1991) es un deportista finlandés que compite en esquí de fondo.
Ganó una medalla de plata en el Campeonato Mundial de Esquí Nórdico de 2023, en la prueba de relevo. Participó en dos Juegos Olímpicos de Invierno, ocupando el  cuarto lugar en Pyeongchang 2018 (relevo) y el sexto en Pekín 2022 (15 km y relevo).

## Palmarés internacional
| Campeonato Mundial | Campeonato Mundial  | Campeonato Mundial | Campeonato Mundial |
| Año                | Lugar               | Medalla            | Prueba             |
| ------------------ | ------------------- | ------------------ | ------------------ |
| 2023               | Planica (Eslovenia) | Medalla de plata   | Relevo 4 × 10 km   |